# Aladar Baranyai
Aladar Baranyai (Szászvár, Mađarska, 11. prosinca 1879. – Zagreb, 5. siječnja 1936.), hrvatski arhitekt.

## Životopis
Među prvima u hrvatsku arhitekturu unosi duh secesije. U svojim je projektima težio ka sintezi arhitekture, obrta, skikarstva i skulpture. Do Prvog svjetskog rata njegovu arhitekturu karakterizira naglašena secesijska dekorativnost. Nakon rata u duhu modernističkih strujanja teži ka pročišćavanju oblika.
Graditeljsku školu završio je u Zagrebu 1899. godine. Povremeno je pohađao predavanja na beškoj Hochschule für angewandte Kunst. Od 1902. do 1905. radi kao glavni projektant u građevnom poduzeću Pilar- Mally- Bauda. 
Godine 1905. osniva u Zagrebu s arhitektom Slavkom Benediktom građevno poduzeće „Benedikr & Baranyai, arhitekt i graditelj“. Od 1912. do 1914. poduzeće je imalo podružnicu i u Rijeci. U suradnji s Benediktom Baranyai je projektirao brojne javne i stambene zgrade te obiteljske kuće. Poduzeće „Benedikr & Baranyai, arhitekt i graditelj“ djelovalo je do 1931. godine. Nakon prekida suradnje djeluje u vlastitom atelijeru u kome radi i njegov sin Pavao. 
Uz arhitektonsku djelatnost Baranyai se uspješno bavio i dizajnom. Oblikovao je namještaj, pribor za jelo, rasvjetna tijela i dječje igračke.
Aladar Baranyai iznenada umire u Zagrebu 5. siječnja 1936. godine.

## Projekti i realizacije
Prema katalogu izložbe: "Aladar Vladimir Baranyai, arhitektura i dizajn 1899. – 1936." 

#### Samostalni radovi
- Vila Tišov, Pantovčak 54, Zagreb, 1900. – 1901.
- Vila Golik, Pantovčak 74, Zagreb, 1901. – 1906.

#### Radovi za tvrtku Pilar-Mally-Bauda
- Kuća Bauda, Mihanovićeva 38, Zagreb, 1903.
- Kuća Mlinarić, Gajeva 42, Zagreb, 1904.
- Kuća Bauda, Marulićev trg 7, Zagreb, 1905.
- Kuća Draganec, Masarykova 5, Zagreb, 1905.
- Kuća Hugo, Gajeva 44, Zagreb, 1905. – 1906.

#### Radovi u atelijeru Benedikt & Baranyai
- Kuća Popović, Trg bana Josipa Jelačića 4, Zagreb, 1906. – 1907.
- Kuća Stern, Boškovićeva 3/Petrinjska 22, Zagreb, 1906. – 1907.
- Kuća Hirschl, Franje Petrića 4/Bogovićeva 8, Zagreb, 1906. – 1907.
- Lječilište Brestovac, Sljeme, Zagreb, 1906. – 1908.
- Kuća Čop, Boškovićeva 18/Palmotićeva, Zagreb, 1907.
- Kuća Vražička- Prikril, Gundulićeva 23, Zagreb, 1907.
- Kuća Rubertić- Gollner, Mihanovićeva 18, Zagreb, 1907. – 1908.
- Kuća Petretto, Ilica 64, Zagreb, 1908.
- Vila Harmisch, Nazorova 17, Zagreb, 1908.
- Vila Popović, Nazorova 27, Zagreb, 1908. – 1909.
- Tri kuće za Hrvatsku banku za promet nekretninama, Mihanovićeva 32/Gundulićeva 61 – 63, Zagreb, 1908. – 1909.
- Kuća Bedenko, Đorđićeva 19 – 21, Zagreb, 1909.
- Kuća Kolmar, Prilaz Gjure Deželića 12, Zagreb, 1909.
- Kuća za poslugu uz vilu Feller, Jurjevska 31a, Zagreb, 1909.
- Hrvatska banka za promet nekretninama, Hatzova 26, Zagreb, 1909.
- Kuća Ćuk, Jurišićeva 2, Zagreb, 1909. – 1910.
- Vila Baranyai, Tuškanac 18, Zagreb, 1909. – 1910.
- Kuća Domines, Palmotićeva 7, Zagreb, 1909. – 1910.
- Kuća Švarc, Crnojević, Ilica 26, Zagreb, 1909. – 1910.
- Kuća Singer, Đorđićeva 11, Zagreb,  1909. – 1910.
- Vila S. Benadikta, Tuškanac 14, Zagreb, 1909. – 1911.
- Vila Segen, Tuškanac 20, Zagreb, 1910.
- Vila Paskiević, Čikara, Gvozd 2, Zagreb, 1910.
- Vila Hajdinjak, Gvozd 9, Zagreb, 1910.
- Kuća Šojat, Palmotićeva 18 – 20, Zagreb, 1910. – 1911.
- Kuća Grünwald, Boškovićeva 8, Zagreb, 1910. – 1911.
- Vila Lorković, Tuškanac 35, Zagreb, 1911.
- Vila Lederer, Tuškanac 4, Zagreb, 1911.
- Kuća Benedikt - Baranyai, Ul. Baruna Trenka, 18, Zagreb, 1811. – 1912.
- Kuća Lackenbacher, Preradovićeva 39/ Ul. Baruna Trenka 52, Zagreb, 1911. – 1912.
- Činovnička kolonija, Bosanska/Hercegovačka/Istarska, Zagreb, 1911. – 1912.
- Vila Hün, Tuškanac 24, Zagreb, 1912. (?)
- Skladište Socher, Preradovićeva 16 (dvorišna zgrada), Zagreb, 1912.
- Palača Srpske banke, Jurišićeva 4, Zagreb, 1912. – 1914.
- Villa Weiss – Aleksander, Tuškanac 22, Zagreb, 1914. – 1916.
- Vila Ilić, Paunovac 7, Zagreb, 1919. – 1922.
- Projekt kina Union – Variete, Iliva, Zagreb, 1919.
- Preoblikovanje kuće Benedikt, Jurišićeva 25, Zagreb, 1920.
- Kuća Leon, Palmotićeva 64a, Zagreb, 1920. – 1921.
- Vila M. Benedikt, Gvozd 3, Zagreb, 1920. – 1922.
- Preoblikovanje kuće Medaković, Trg kralja Tomislava 19, Zagreb, 1921.
- Vila Kell, Tuškanac 16, Zagreb, 1922. – 1923.
- Kuća Marberger, Ul. Kneza Mislava 7, Zagreb, 1922. – 1923.
- Kuća Hoschsigner, Zvonimirova 4, Zagreb, 1922. – 1924.
- Kuća Deutsch – Maceljski, Trg žrtava fašizma 2, Zagreb, 1922. – 1924.
- Palača Hrvatske sveopće banke, Martićeva 14/Tomašićeva, Zagreb, 1922. – 1926.
- Kuća Klein, Dukljaninova 3, Zagreb, 1923. – 1924.
- Kuća S. Benedikt, Trg žrtava fašizma 9, Zagreb, 1923. – 1924.
- Kuća Benedikt – Maceljski, Trg žrtava fašizma 6, Zagreb, 1923. – 1925.
- Preoblikovanje kuće Deutsch, Jurišićeva 24, Zagreb, 1924.
- Kuća Barnaper, Tuškanac 8, Zagreb, 1926 (?)
- Kuća Kunetz, Zvonimirova 6,Zzagreb, 1926. – 1928.
- Kuća Deutsch, Martićeva 4/Smičiklasova 18, Zagreb, 1927.
- Inženjerski dom, Račkoga 2, Zagreb, 1927.
- Kuća Baum, Domagojeva 6, Zagreb, 1927.
- Kuća Winter, Kneza Višeslava 12, Zagreb, 1927. – 1928.
- Preoblikovanje vile Marić, I.G. Kovačića, 37, Zagreb, 1927. – 1928.
- Kuća Kasumović, Kneza Višesslava 14, Zagreb, 1927. – 1928.
- Kuća Rosenberger – Rosenstock, Trg žrtava fašizma 4, Zagreb, 1927. – 1928.
- Kuća Benedikt - Kovačić,  Trg žrtava fašizma 5, Zagreb, 1928. – 1929.
- Kuća Rosenbau – Zvijezdić, Križanićeva 15, Zagreb, 1928. – 1929.
- Preoblikovanje kuće Grünwald, Boškovićeva 2, Zagreb, 1929.
- Vila Baranyai, Jabukovac 37, Zagreb, 1930. – 1931.
- Kuća Srpske banke, Tkalčićeva 4, Zagreb, 1930. – 1931.
- Kuća Deutsch – Stern, Pod zidom 8, Zagreb, 1930. – 1931.
- Kuća Noškec, Derenčinova 33, Zagreb, 1935. – 1936.

#### Ostvarenja izvan Zagreba
- Vila Bauer,Rogaška Slatina, 1905. (?)
- Terapijski hotel "Josipova kupelj", Varaždinske Toplice, 1905. – 1908.
- Kuća Kasumović, Jelačićev trg 14, Koprivnica, 1907. – 1909.
- Oblikovanje interijera mjenjačnice u Ugarskoj banci Casa Baccich,Riva Marco Polo, Rijeka, 1912.
- Kuća Heinrich, Ulica Antuna i Stjepana Radića 43, Sisak, 1920. (?)
- Vila Sever, uvala Bon Repos, Korčula, 1933. – 1934.

## Vanjske poveznice
- Baranyai, Aladár Hrvatska tehnička enciklopedija, portal hrvatske tehničke baštine. LZMK